# Sapromyza pseudovirilis
Sapromyza pseudovirilis är en tvåvingeart som beskrevs av Shewell 1971. Sapromyza pseudovirilis ingår i släktet Sapromyza och familjen lövflugor. Inga underarter finns listade i Catalogue of Life.